# Bachelor of Civil Law
El término de Bachelor of Civil Law (abreviado en BCL o B.C.L.) designa una serie de títulos académicos de Derecho en los países anglófonos o anglosajones. 
Originalmente era un título de postgrado de la Universidad de Oxford y de la Universidad de Cambridge pero actualmente, numerosas universidades ofrecen el título como título de grado. El concepto de Derecho civil (civil law), no se oponía en origen, al concepto de common law (Derecho jurisprudencial) sino al de Derecho canónico. Sin embargo, algunas universidades anglófonas otorgan siempre la forma original de este título.  

## Diploma de segundo ciclo
En la Universidad de Oxford, el Bachelor of Civil Law es un título de segundo ciclo en Derecho británico, equivalente a Curso de posgrado de Leyes de las otras universidades británicas. El título de primer ciclo en derecho está, por su parte, el Bachelor of Arts in Jurisprudence, que equivale a Bachelor of Laws.
La facultad de Derecho civil (Faculty of Civil Law) de la Universidad de Oxford lleva este nombre para distinguirlo de la facultad de Derecho canónico (Faculty of Canon Law) que fue suprimida por el rey Enrique VIII en 1535. El programa de esta formación se componía solamente de Derecho civil romano hasta el establecimiento de la cátedra de Derecho británico (Vinerian Professorship in English Law) en 1758. Por razones de tradición, solamente los estudiantes cuyo primer grado en derecho estaba en el common law pueden ganar el BCL. Los estudiantes de los países de la ley civil pueden seguir el mismo ciclo y recibirán, cumpliendo las mismas condiciones, el grado de Magister Juris.
La facultad de Derecho civil (Faculty of Civil Law) de la Universidad de Cambridge se reeligió en facultad de Derecho (Faculty of Laws) después de la introducción de la enseñanza de common law británico en el siglo XIX. El grado de postgraduado en esta Facultad, retitulado LLB, actualmente como LLM. El Bachelor of Civil Law de la Universidad de Durham lleva también el título  de LLM.

## Diploma de primer ciclo
Para el título universitario francófono de Canadá, ver Bachelier en droit